# Ovambohippus
Ovambohippus is een geslacht van rechtvleugeligen uit de familie veldsprinkhanen (Acrididae). De wetenschappelijke naam van dit geslacht is voor het eerst geldig gepubliceerd in 1972 door Brown.

## Soorten
Het geslacht Ovambohippus  is monotypisch en omvat slechts de volgende soort:
- Ovambohippus anderssoni (Brown, 1972)